# Západní brána (Úštěk)
Západní brána (též Česká brána) je zřícenina jedné ze středověkých bran, které byly součástí městského opevnění v Úštěku v okrese Litoměřice. Brána se nachází na rozhraní Mírového náměstí a ulice 1. máje v sousedství Štítových domů.

## Historie opevnění Úštěku
První písemná zmínka o Úštěku pochází z roku 1218. Roku 1428 nechal držitel panství, husitský hejtman Václav Carda z Petrovic hradby zpevnit a modernizovat, na západní straně byly hradby zdvojené. Byly opatřeny několika věžicemi a hranolovými nárožními věžemi. Do města se vstupovalo dvěma většími branami: Východní neboli Německou a Západní (Českou), a dvěma menšími brankami: Roudnickou na jihu, po níž se také dochovaly stopy v průchodu mezi domy čp. 63/79, a malou výpadní brankou, která vedla skrze prostřední severní hradební věž.[zdroj?]

## Západní nebo též Česká brána

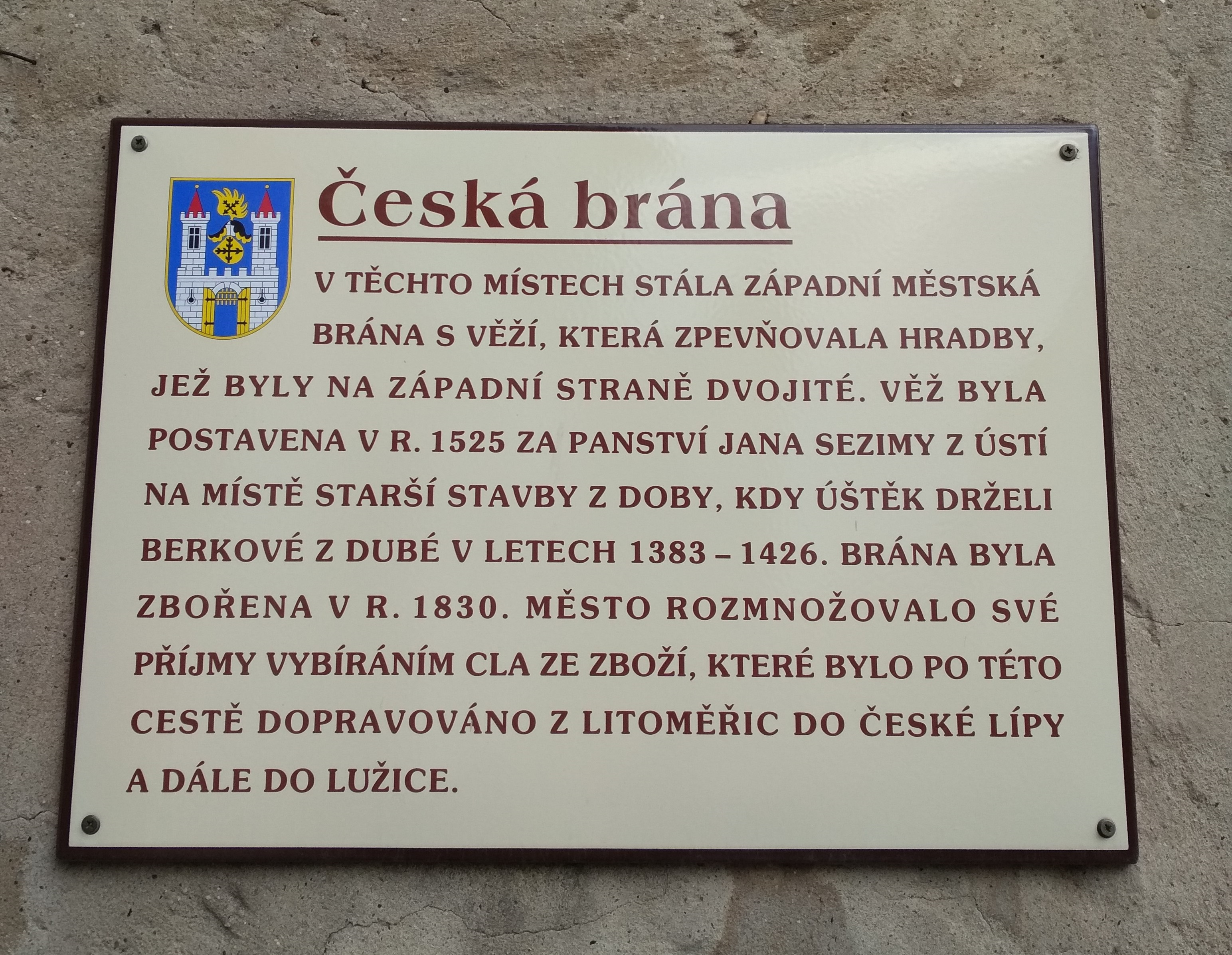
Popisek na bráně

Západní brána se nacházela na nejpřístupnější straně města, na obchodní trase mezi Litoměřicemi a Českou Lípou, která pokračovala dále do Lužice. Brána byla vystavena za Berků z Dubé někdy mezi roky 1387–1426. Stejně jako Východní brána měla podobu průjezdní věže. V letech 1525–1526 za Jana Sezimy z Ústí byly obě hlavní brány přestavěny. Roku 1830 byla Západní brána zbourána, roku 1859 ji následovala Východní brána.
Brána byla postavena z lomového a kvádříkového zdiva. Střep byl po zboření zbytku brány upraven do tvaru štítu, aby navázal na architekturu vedlejších domů. Na západní straně z něj vybíhá obloukově klenutý průjezd do dvora. V přízemku střepu je asymetrický a poměrně rozměrný omítnutý výklenek, který je zaklenut hrotitým obloukem s jednoduchou stříškou. Uprostřed výklenku je umístěn kříž s Kristem.

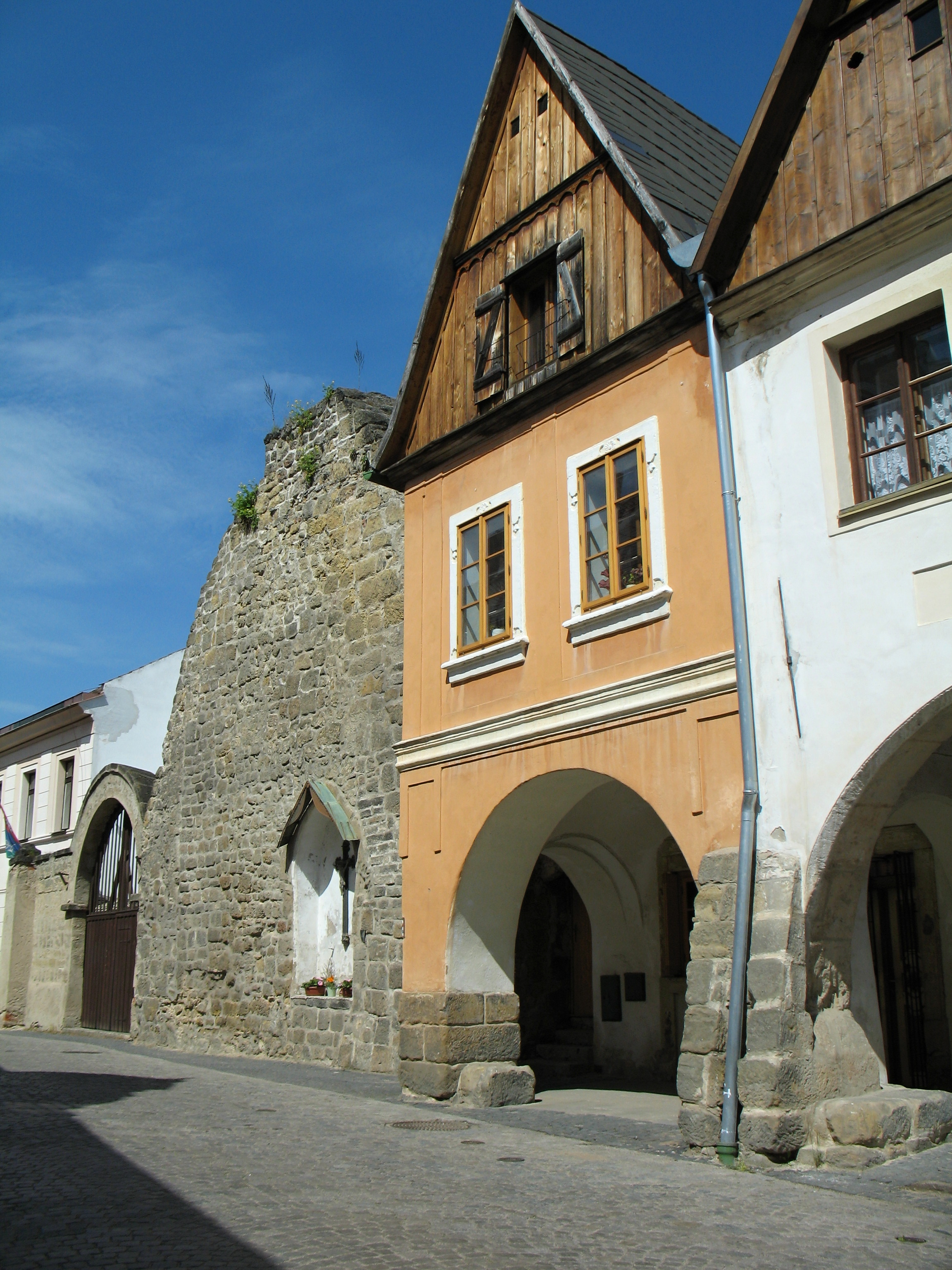
Brána od západního konce náměstí